# 宗磊
宗磊（1981年7月26日—），出生于天津，中国已退役的足球运动员，司职守门员。
他在1998年进入天津泰达青年队，2001年进入天津泰达一线队，2004年转会山东鲁能泰山，但都是甚少得到上场机会，2006年以200万人民币的转会价格转会该年的中超升班马长春亚泰，才迎来了职业生涯的转机成为主力守门员，同年入选中国国家足球队，2007年宗垒不仅跟随长春亚泰首次夺得中超联赛冠军及2007年赛季最佳守门员，亚洲杯后还在国家队成为主力守门员。

## 国字号经历
- 1999—2002年入选中国青年足球队
- 2002—2004年入选中国国家奥运足球队
- 2006年开始入选中国国家足球队

## 荣誉

### 山东鲁能泰山
- 中国足协杯冠军：2004
- 中国超級联賽杯冠军：2004

### 长春亚泰
- 中国足球超级联赛冠军：2007